# GameSpy Arcade
GameSpy Arcade – oprogramowanie rozwijane przez firmę IGN Entertainment, służące do wyszukiwania i podłączania się do dostępnych serwerów komputerowych gier wieloosobowych. Program umożliwia między innymi komunikację między graczami, tworzenie serwerów dedykowanych, tworzenie pokoi gier oraz wyświetlanie statystyk dotyczących rozgrywek. Firma swoją działalność zakończyła w 2013 roku, a serwery dla graczy zostały zamknięte 31 maja 2014 roku.
Istniały trzy wersje programu:
- Basic User – darmowa wersja, pozwala użytkownikowi na wyszukiwanie serwerów gier i podłączanie się do poszczególnych pokoi. W wersji tej wyświetlane są reklamy.
- GameSpy Arcade – pierwsza z płatnych wersji programu. Pozwala na te same czynności co wersja Basic. Oprócz tego użytkownik może korzystać z głosowego czatu oraz pomocy technicznej.
- Founders Club – najwyższy poziom członkostwa w programie. Umożliwia dostęp do usługi FilePlanet. Jest najbardziej kosztowny pod względem abonamentu.